# Rallina
Rallina és un gènere d'ocells de la família dels ràl·lids (Rallidae) que habita zones humides i boscoses de l'ecozona Indomalaia, Nova Guinea, Melanèsia i Nord d'Austràlia.

## Taxonomia
Segons la classificació del Congrés Ornitològic Internacional (versió 2.11, 2011) aquest gènere està format per 4 espècies, si bé sovint s'inclouen a Rallina les 4 espècies que el COI ubica al gènere Rallicula.
- rasclet de les Andaman (Rallina canningi).
- rasclet de jungla (Rallina eurizonoides).
- rasclet cama-roig (Rallina fasciata).
- rasclet tricolor (Rallina tricolor).